# Кристман, Готтлиб Фридрих
Готтлиб Фридрих Кристман (нем. Gottlieb Friedrich Christmann, 1752 — 1836) — немецкий ботаник.            

## Биография
Готтлиб Фридрих Кристман родился 22 февраля 1752 года в городе Тюбинген.
Он был издателем и в соавторстве с Георгом Пансером впервые воспроизвёл в Германии научное произведение Карла Линнея, издав Vollstandiges Pflanzensystem, L., в пятнадцати томах, из которых 14 томов в Нюрнберге с 1777 по 1788 год.
Готтлиб Фридрих Кристман умер в 1836 году.

## Научная деятельность
Готтлиб Фридрих Кристман специализировался на папоротниковидных и на семенных растениях.

## Публикации
- Vollstandiges Pflanzensystem, L., 15 Band, von denen 14 Bänden in Nürnberg (1777—1788), in Zusammenarbeit mit Georg Panzer.